# Бузівська волость (Таращанський повіт)
Бузівська волость — історична адміністративно-територіальна одиниця Таращанського повіту Київської губернії з центром у селі Бузівка.
Станом на 1886 рік складалася з 9 поселень, 7 сільських громад. Населення — 8849 осіб (4413 чоловічої статі та 4436 — жіночої), 1013 дворове господарство.
|                     | Площа, десятин | У тому числі орної, дес. |
| ------------------- | -------------- | ------------------------ |
| Сільських громад    | 7505           | 6588                     |
| Приватної власності | 6757           | 4312                     |
| Іншої власності     | 259            | 194                      |
| Загалом             | 16715          | 13315                    |

Поселення волості:
- Бузівка — колишнє власницьке село при річці Угорський Тікич, 2390 осіб, 273 двори, православна церква, каплиця, православна та католицька школа, 5 постоялих будинків, 2 водяних млини.
- Житники — колишнє власницьке село, 1094 особи, 147 дворів, православна церква, школа, постоялий будинок, водяний млин.
- Марійка — колишнє власницьке село, 812 осіб, 111 дворів, каплиця, школа, постоялий будинок.
- Вільшанка — колишнє власницьке село, 573 особи, 84 двори, православна церква, католицька каплиця, школа, постоялий будинок.
- Пугачівка — колишнє власницьке село, 1214 осіб, 185 дворів, православна церква, школа, постоялий будинок, водяний і вітряний млини.
- Сабадаш — колишнє власницьке село, 769 осіб, 94 двори, православна церква, 2 православні каплиці, школа, постоялий будинок.
- Шуляки — колишнє власницьке село, 1454 особи, 123 двори, православна церква, каплиця, школа, постоялий будинок, 3 водяних млини.

Старшинами волості були:
- 1909 року — Андрій Пилипович Поліщук[2],[3];
- 1910-1912 роках — Пилип Андрійович Яремчук[4],[5];
- 1913-1915 роках — Григорій Романович Покуль[6].